# Hadena amabilis
Hadena amabilis là một loài bướm đêm trong họ Noctuidae.